# Tell It Like It Is (album)
Pour les articles homonymes, voir Tell It Like It Is (homonymie).
Albums de George Benson
Goodies
(1968) The Other Side of Abbey Road
(1970)
Tell It Like It Is est le septième album studio du guitariste et chanteur de jazz américain George Benson, sorti en 1969 sur les labels CTI et A&M Records.

## Contenu
L'album est enregistré entre avril et mai 1969 au studio Van Gelder et a été produit par Creed Taylor. Il contient des reprises de chansons, dont Tell It Like It Is d'Aaron Neville, qui donne son titre à l'album, ainsi qu'une chanson originale de Benson, Jama Joe.

## Réception
Le critique Richard S. Ginell du site AllMusic donne trois étoiles sur cinq à l'album et écrit que « Benson parvient à transcender la production explosive aux percussions latines, les limites de temps serrées, le tout avec des remplissages de guitare souvent brillamment savoureux et de brefs solos dans de nombreux styles, ainsi que trois vocalises lourdes de réverbération ».

## Liste des titres
| 1. | Soul Limbo                      | Booker T. & the M.G.'s                         | 3:25 |
| 2. | Are You Happy                   | - Theresa Bell - Jerry Butler - Kenneth Gamble | 2:27 |
| 3. | Tell It Like It Is              | - George Davis - Lee Diamond                   | 2:51 |
| 4. | Land of 1000 Dances             | Chris Kenner                                   | 2:48 |
| 5. | Jackie, All                     | Eumir Deodato                                  | 2:14 |
| 6. | Don't Cha Hear Me Callin' to Ya | Rudy Stevenson                                 | 3:16 |

| Face B | Face B                | Face B                                     | Face B | Face B | Face B | Face B | Face B | Face B | Face B |
| No     | Titre                 | Auteur                                     | Durée  |        |        |        |        |        |        |
| ------ | --------------------- | ------------------------------------------ | ------ | ------ | ------ | ------ | ------ | ------ | ------ |
| 7.     | Water Brother         | Don Sebesky                                | 2:09   |        |        |        |        |        |        |
| 8.     | My Woman's Good to Me | - Billy Sherrill - Glenn Sutton            | 3:14   |        |        |        |        |        |        |
| 9.     | Jama Joe              | George Benson                              | 3:49   |        |        |        |        |        |        |
| 10.    | My Cherie Amour       | - Stevie Wonder - Henry Cosby - Sylvia Moy | 3:28   |        |        |        |        |        |        |
| 11.    | Out in the Cold Again | - Ted Koehler - Rube Bloom                 | 2:41   |        |        |        |        |        |        |
| 32:27  |                       |                                            |        |        |        |        |        |        |        |

## Crédits
- George Benson – guitare, chant
- Lew Soloff (en) – trompette
- Arthur Clarke (titres 1–5), Bob Porcelli (6, 7 et 9), Hubert Laws (6, 7 et 9), Jerome Richardson (1–5, 8, 10 et 11), Joe Farrell (8, 10 et 11), Joe Henderson (8, 10 et 11), Sonny Fortune (1–5) – saxophone
- Rodgers Grant (en) (6, 7, 9), Richard Tee (tracks 1–5, 8, 10, 11) – piano
- Bob Bushnell (en) (1–5), Jerry Jemmott (1–7, 9), Jim Fielder (8, 10, 11) – basse
- Leo Morris – batterie
- Paul Alicea, Angel Allende, Johnny Pacheco – percussion
- Marty Sheller – arrangements, chef d'orchestre

Technique
- Pete Turner – photographie

## Classements
| Classement (1969)            | Meilleure position |
| ---------------------------- | ------------------ |
| États-Unis (Billboard 200)   | 145                |
| États-Unis (Top Jazz Albums) | 16                 |
| États-Unis (Top Soul LPs)    | 43                 |